# Когассет (Массачусетс)
Когассет (англ. Cohasset) — місто (англ. town) в США, в окрузі Норфолк штату Массачусетс. Населення — 8381 особа (2020).

## Демографія
Згідно з переписом 2010 року, у місті мешкали 7542 особи в 2722 домогосподарствах у складі 2024 родин. Було 2980 помешкань
Расовий склад населення:
| - 97,3 % — білих - 1,0 % — азіатів - 0,3 % — чорних або афроамериканців - 0,1 % — корінних американців |

До двох чи більше рас належало 1,1 %. Частка іспаномовних становила 1,3 % від усіх жителів.
За віковим діапазоном населення розподілялося таким чином: 29,4 % — особи молодші 18 років, 54,6 % — особи у віці 18—64 років, 16,0 % — особи у віці 65 років та старші. Медіана віку мешканця становила 43,6 року. На 100 осіб жіночої статі у місті припадало 96,5 чоловіків;  на 100 жінок у віці від 18 років та старших — 90,9 чоловіків також старших 18 років.
Середній дохід на одне домашнє господарство  становив 208 201 долар США (медіана — 140 000), а середній дохід на одну сім'ю — 255 542 долари (медіана — 180 345). Медіана доходів становила 124 420 доларів для чоловіків та 91 103 долари для жінок. За межею бідності перебувало 3,8 % осіб, у тому числі 5,4 % дітей у віці до 18 років та 1,6 % осіб у віці 65 років та старших.
Цивільне працевлаштоване населення становило 3848 осіб. Основні галузі зайнятості: фінанси, страхування та нерухомість — 23,4 %, освіта, охорона здоров'я та соціальна допомога — 21,2 %, науковці, спеціалісти, менеджери — 15,9 %, роздрібна торгівля — 12,7 %.